# Arménie aux Jeux européens de 2015
L'Arménie participe aux Jeux européens de 2015. Elle est l'une des 50 nations, avec 25 athlètes dans 8 sports. L'équipe d'athlétisme a donné forfait pour des raisons politiques dues à la tension entre l'Arménie et le pays hôte.

## Médailles
| Sport                  | Discipline                              | Athlète(s)        | Performance | Date    |
| Médaille d'or : 0      |                                         |                   |             |         |
| Médaille d'argent : 1  |                                         |                   |             |         |
| Lutte                  | Hommes - Gréco-romaine - Moins de 66 kg | Migran Arutyunyan |             | 14 juin |
| Médaille de bronze : 0 |                                         |                   |             |         |